# Crystal Falls (Michigan)
Pour les articles homonymes, voir Crystal Falls.
Crystal Falls est une ville située dans l’État américain du Michigan. Elle est le siège du comté d'Iron. Selon le recensement de 2000, sa population est de 1 791 habitants.